# Guido Bontempi
Guido Bontempi (født 12. januar 1960 i Gussago) er en tidligere italiensk landevejscykelrytter.